# Live in Munich 1977
Live in Munich 1977 es un álbum doble en vivo más un DVD adicional del grupo Rainbow, editado en 2006 por el sello Eagle.
El concierto fue filmado en Múnich, Alemania el 20 de octubre de 1977, para ser emitido en el programa de televisión alemán Rockpalast. Repetidas emisiones del show han dado la oportunidad de ser pirateado, tanto en casete de audio como en VHS durante los años 80 y 90.
Esta presentación corresponde a la gira europea de 1977, que tuvo lugar unos meses antes de la edición de Long Live Rock 'n' Roll, el DVD incluye, además, 3 videos promocionales de dicho álbum, más un par de reportajes al bajista Bob Daisley y al mánager del grupo, Colin Hart.
En abril de 2010, el contenido del doble CD de audio fue lanzado en Alemania en formato LP doble de 180 gramos.

## Lista de canciones
- Todos los temas de Ritchie Blackmore & Ronnie James Dio, excepto los indicados.

CD 1
| Disco uno |                                               |          |  |
| N.º       | Título                                        | Duración |  |
| 1.        | «Kill the King» (Blackmore, Dio, Cozy Powell) | 4:38     |  |
| 2.        | «Mistreated» (Blackmore, David Coverdale)     | 11:03    |  |
| 3.        | «Sixteenth Century Greensleeves»              | 8:21     |  |
| 4.        | «Catch the Rainbow»                           | 17:31    |  |
| 5.        | «Long Live Rock 'n' Roll»                     | 7:33     |  |

CD 2
| Disco dos |                                                   |          |  |
| N.º       | Título                                            | Duración |  |
| 1.        | «Man on the Silver Mountain»                      | 14:37    |  |
| 2.        | «Still I'm Sad» (Jim McCarty, Paul Samwell-Smith) | 25:16    |  |
| 3.        | «Do You Close Your Eyes?»                         | 9:37     |  |

DVD
1. Kill the King - 6:37
2. Mistreated  – 11:49
3. Sixteenth Century Greensleeves  – 8:52
4. Catch the Rainbow  – 18:44
5. Long Live Rock 'n' Roll  – 8:01
6. Man on the Silver Mountain  – 16:25
7. Still I'm Sad  – 27:33
8. Do You Close Your Eyes?  – 15:40

Contenido extra
1. Long Live Rock 'n' Roll (video)
2. Gates of Babylon (video)
3. L.A. Connection (video)
4. Bob Daisley (entrevista)
5. Colin Hart (entrevista)
6. Comentarios de audio

## Personal
- Ronnie James Dio - voz
- Ritchie Blackmore - guitarra
- Bob Daisley - bajo
- Cozy Powell - batería
- David Stone - teclados